# Osama Abdusalam
Osama Abdusalam (sinh ngày 23 tháng 2 năm 1983) là một cầu thủ bóng đá người Libya.